# Humberto de Campos (Maranhão)
Humberto de Campos é um município brasileiro do estado do Maranhão. Sua população é de 29.143 habitantes (população estimada para 2021).
É o lugar onde o poeta maranhense Humberto de Campos nasceu, na época chamada de Miritiba, o que originou o nome do município em 1934.

## História

### Início de colonização
Humberto de Campos é conhecida desde a passagem dos franceses pelo Maranhão.
Pode-se dizer que a história da cidade começa em 1612, fazendo parte da expedição francesa que veio para colonizar o Maranhão, aportou em Upaon-Mirim (Ilha Pequena, hoje Santana) a caravela denominada 'Santana', enquanto aguardava o resultado das negociações levadas a efeito em Upaon-Açu-Ilha Grande, atualmente cidade de São Luís. Esse episódio não resultou, contudo, no devassamento do território.
Somente por volta de 1817, José Carlos Frazão, vindo do Mearim no propósito de fazer comércio com os Tapuios ou à procura de lugar apropriado para a lavoura, foi casualmente a uma aldeia de índios e conseguiu lograr a confiança do cacique da aldeia indígena. Ali fixou sua residência, por saber da existência de terrenos próximos, férteis para a plantação e cultivo. local que os indígenas denominaram Miritiba, em virtude de grande quantidade de miri ou mirim existente, uma fruta nativa brasileira cujo nome de origem tupi, significa "fruta mole e pequena". Apesar da região ser apenas um matagal cortado por extensos lençóis de areia, irrigava o solo o rio Periá ou Preá; também apelido da tribo indígena. Com seus escravos construiu um prédio com dois pavimentos para sua moradia, que ficou conhecido como 'Casa-Grande'. Foi aí que teve início a cidade de Humberto de Campos.
Com o desenvolvimento do lugarejo, que ainda conservava o primitivo nome dado pelos indígenas. Frazão requereu e obteve, por carta de sesmaria datada de 12 de março de 1819 'duas léguas de serra de comprido e uma de largo para a parte do poente em qualquer das testadas ou fundos do sobredito Abre'...
Em 8 de maio de 1835, por lei n.º 13, Miritiba foi elevada à categoria de distrito. Alguns anos depois.
Teve papel importante na história do Maranhão; na guerra dos balaios.
Em 1840, Miritiba foi tomada pelos rebeldes, em luta com as forças legais, sob o comando de Lima e Silva. Foi então atacada e ocupada pelos Imperiais Marinheiros.

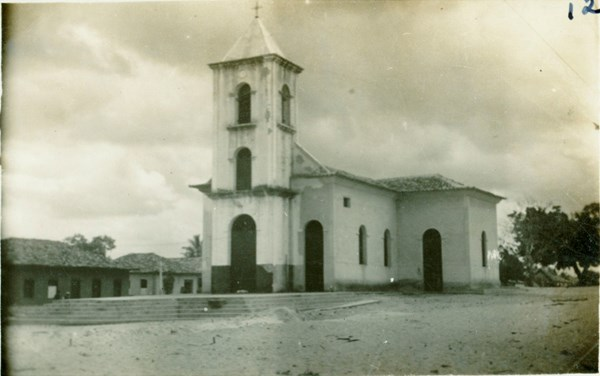
Igreja Matriz de José do Periá. No ano de 1900.

Em Miritiba teve início a monarquia do negro Cosme, velho escravo que fugira para as matas circunvizinhas, formando uma corte de 2.000 negros foragidos. Tendo saqueado uma igreja, Cosme apossou-se das paramentas sacerdotais e com elas se apresentava num andor carregado por mulheres da sua raça.
Em janeiro de 1841, se entregaram a Lima e Silva 700 rebeldes de Raimundo Gomes.

### Criação do município e o desmembramento de Primeira Cruz

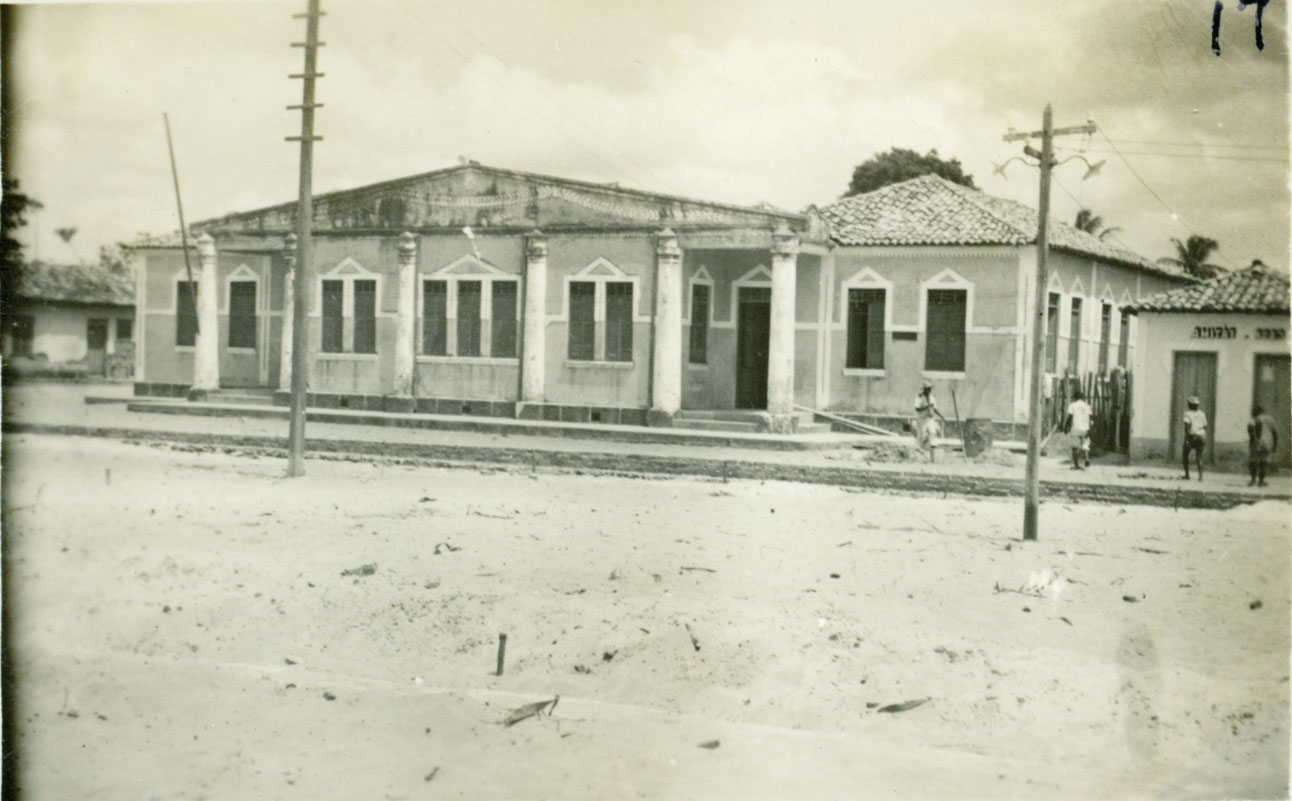
Prefeitura de Humberto de Campos. Por volta de 1940.

A cidade foi elevada à categoria distrito em 1840. Distrito criado com a denominação de Miritiba de São José do Piriá, pela lei nº 13, de 8 de maio de 1835, subordinado ao município de Icatú.
Elevado à categoria de vila com a denominação Miritiba de São José do Piriá, pela lei provincial nº 543, de 30 de julho de 1859, desmembrado de Icatú. Sede na antiga vila de Miritiba de São José do Piriá. Constituído do distrito sede.
Instalado em 3 de maio de 1860.
Em divisão administrativa referente ao ano de 1911, o município é constituído do distrito sede. 
Assim permanecendo em divisão territorial datada de 1933.
Pelo decreto-lei estadual nº 159, de 6 de dezembro de 1938, é criado o distrito de Primeira Cruz e anexado ao município de Humberto de Campos.
No quadro fixado para vigorar no período de 1939-1943, o município é constituído de 2 distritos: Humberto de Campos e Primeira Cruz.
Por ato das disposições constitucionais transitórias deste estado, promulgado a 28 de julho de 1947, desmembra do município de Humberto de Campos.
Então o Distrito de Primeira Cruz é elevado à categoria de município.
Em divisão territorial datada de 1-VII-1960, o município é constituído do distrito sede.
Assim permanecendo em divisão territorial datada de 2005.
Alteração toponímica municipal 
Miritiba de São José do Piriá para Humberto de Campos alterado, pela lei estadual nº 743, de 13 de dezembro de 1934.
O nome veio do poeta Humberto de Campos, pois Miritiba foi sua natalidade e em homenagem o município recebera seu nome e sobrenome.

### Bandeira
A Bandeira de Humberto de Campos foi idealizada pelo prefeito, Sr. Edson dos Santos Fonseca. Foi reformulada em 2005 na gestão de José Ribamar por Dulcinéa Espindola, aprovada na Câmara Municipal pelo Decreto Lei nº 13/2005.  Suas cores são branca e azul, tem o tamanho de 1,80 m x 1,20 m, é composta de 5 listras, sendo três azuis e duas brancas, sendo que as três primeiras medem 1.30 cm e as duas últimas 1,80 cm. A largura de cada listra é de 24 cm. O azul da Bandeira do Município de Humberto de Campos é a mesma tonalidade da Bandeira do Maranhão e do Brasil. O quadro, onde está o livro e barco medem 50 x 72 cm, tendo o fundo azul. O livro do lado esquerdo contém uma pena simbolizando as belas poesias, contos, etc, escrito tanto pelo poeta humbertuensse, quanto pelas habitantes.
Os símbolos que existem na bandeira representam a cultura e produção do município:
- Branco – simboliza a paz
- Azul – representa o céu do nosso Brasil
- Livro – homenageia os poemas de  Humberto de Campos
- Barco (canoa ou igarités) – representa o meio de transporte e produção de pescado, bem representativo no município.[7]

### Brasão
O Brasão foi criado na administração de José Ribamar, através da lei nº 13/05. Esse símbolo tem a representação da Bandeira do Brasil, do Maranhão e do Município. Em sua base tem duas datas importantes: 1859 – Miritiba e 1934 – Humberto de Campos.
Os símbolos municipais, hino, bandeira e brasão, foram oficializados em 30 de setembro de 2005, pela Lei Municipal nº 13/05. Aprovada pela Câmara Municipal, em sessão realizada no povoado Flexeiras. A mensagem do Prefeito José Ribamar foi enviada à Câmara Municipal em 15 de setembro de 2005.
Em toda e qualquer condecoração efetivada pelos poderes públicos do município é obrigatório a utilização da marca do Brasão nas comemorações.

## Curiosidades
- Humberto de Campos possui o maior bumba-meu-boi do Maranhão, pois são doze pessoas (chamados de miolo) que ficam debaixo do boi. É conhecido como Famosão de Humberto de Campos.[8]
- A cidade promove anualmente o Festival do Peixe-Boi.
- Banhado pelo rio Periá e rio Mapari, a cidade fica localizada na Bacia do rio Periá.
- Tem apenas uma escola estadual fundada em 1992; e apenas um hospital e um centro de saúde.
- Só foi ligada por estrada a São Luís apenas no início da década de 2000. Antes só se chegava de barco com destino a São José de Ribamar.
- Não possui uma rodoviária, apenas um ponto na praça da matriz.
- Tem como Padroeiro local São José do Periá, porém a festa na Igreja Matriz é em honra a Senhora Sant'Ana que ocorre nos dias 17 á 26 de julho.
- Existem outras festas religiosas influentes no município como a Festa do Divino no povoado Periá, o Festejo de São Raimundo Nonato no povoado Cedro, Festa de Santa Clara no povoado Santa Clara, Festa de Nª Senhora de Fátima em Ilha Grande, Festival do peixe-boi em Ilha do Gato e os famosos Cordões de São Gonçalo.
- Possui algumas ilhas, como por exemplo, Ilha de Santana, Ilha Carrapatal, Ilha Grande, Ilha Macunamdiba, Ilha Rosário, Ilha do Gato e etc.
- Em 2011 a cidade ganhou vista de rua (Street View) do serviço de mapa Google Maps. Um Fiat Stilo percorreu mais de 70% da cidade.
- Está inserida na Reserva Extrativista (Resex) Baía do Tubarão, que é a maior Resex marinha do Brasil segundo o ICMBIO.

## Geografia
A  área do município de Humberto de Campos é de 1.714,625 quilômetros quadrados, o que o coloca a posição 51 de 217.
| Área da unidade territorial [2024] | 1.714,625 km²                                            |
| Hierarquia urbana [2018]           | Centro de Zona B                                         |
| Região de Influência [2018]        | Arranjo Populacional de São Luís/MA - Capital Regional A |
| Região intermediária [2024]        | São Luís                                                 |
| Região imediata [2024]             | Barreirinhas                                             |
| Mesorregião [2022]                 | Norte Maranhense                                         |
| Microrregião [2022]                | Lençóis Maranhenses                                      |

Fonte: IBGE
| Bioma predominante [2024]             | Cerrado  |
| Área urbanizada [2019]                | 6,30 km² |
| Esgotamento sanitário adequado [2010] | 9,5 %    |
| Arborização de vias públicas [2010]   | 25,7 %   |
| Urbanização de vias públicas [2010]   | 1,4 %    |

Fonte: IBGE
O município possui Vegetação Caatinga e Vegetação Costeira.

### Bairros
- Manga
- São Bernardo
- Bacabeira
- Periá
- Lagoinha
- Base
- Gomes
- Santo Antonio
- Condomínio

### Povoados principais
- Axuí
- Rampa
- Flexeiras
- Cedro
- Santa Clara
- São Miguel
- São João
- Serraria
- Ilha Grande
- Ilha do Gato
- Carrapatal
- Taboa
- São Joaquim
- Santa Rita dos Espindolas
- Cachoeira
- Mata
- Cocal
- São Raimundo
- São Bernardo
- Santa Cruz
- Alto Alegre
- Buretama
- Fazendinha
- Bacaba
- Anajá dos Mendes
- Filipa
- Bom Jesus
- Mutuns
- Curral do Meio
- Porto da Roça
- Onça
- Prata
- Riachinho
- Santo Antonio
- Quebra Anzol
- Sapucaia

### Rios
- Rio Periá
- Rio Mapari
- Rio do Banga
- Rio do Chico Trip

Economia
Em 2021, o PIB per capita do município era de R$ 6.327,78. Comparando-se com outros municípios do estado do Maranhão, ficava na posição 209 de 217.
| PIB per capita [2021]                                                                           | 6.327,78 R$       |
| Índice de Desenvolvimento Humano Municipal (IDHM) [2010]                                        | 0,535             |
| Total de receitas brutas realizadas [2023]                                                      | 130.287.259,07 R$ |
| Transferências correntes (Percentual em relação às receitas correntes brutas realizadas) [2023] | 95,66 %           |
| Total de despesas brutas empenhadas [2023]                                                      | 116.489.512,30 R$ |

Fonte: IBGE
Educação
Em 2010, a taxa de escolarização de 6 a 14 anos de idade era de 97%. Comparando-se com outros municípios do estado, ficava na posição 93 de 217.
| Taxa de escolarização de 6 a 14 anos de idade [2010]             | 97 %             |
| IDEB – Anos iniciais do ensino fundamental (Rede pública) [2023] | 4,8              |
| IDEB – Anos finais do ensino fundamental (Rede pública) [2023]   | 4,1              |
| Matrículas no ensino fundamental [2023]                          | 5.094 matrículas |
| Matrículas no ensino médio [2023]                                | 1.392 matrículas |
| Docentes no ensino fundamental [2023]                            | 347 docentes     |
| Docentes no ensino médio [2023]                                  | 60 docentes      |
| Número de estabelecimentos de ensino fundamental [2023]          | 59 escolas       |
| Número de estabelecimentos de ensino médio [2023]                | 2 escolas        |

Fonte: IBGE